# Грачен (община)
Община Грачен (на албански: Komuna Graçen) е община в Албания, област Елбасан, окръг Елбасан. Административен център е Грачен. Населението на общината през 2011 година е 2192 души, от които албанци съставляват 79,79% от населението.

## Населени места
Общината се състои от:
- Бодин
- Допай
- Грачен
- Гйорма
- Шингйин
- Мамел
- Пайенга
- Плянгарица
- Тарбач